# Linyanti (Namibia)

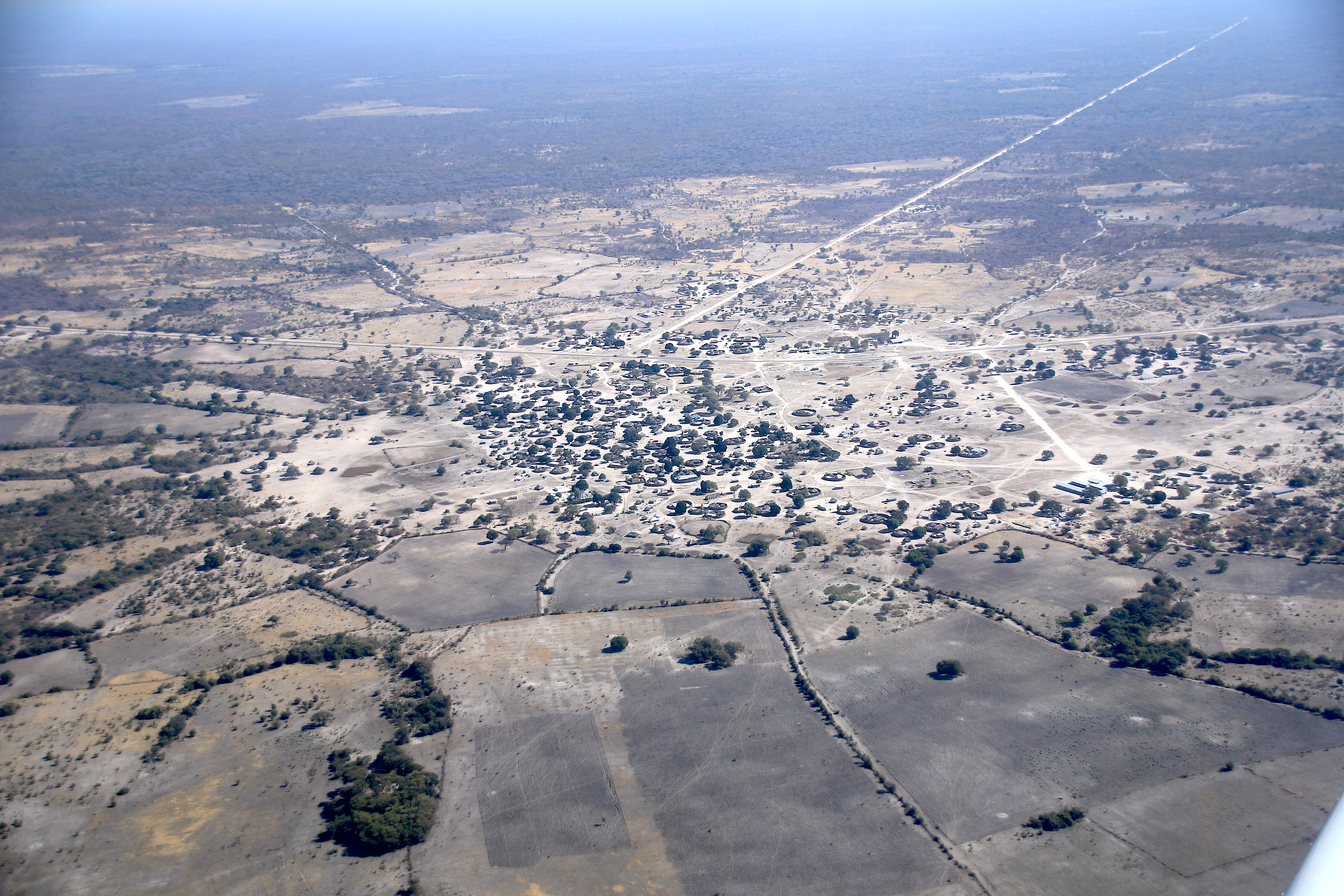
Linyanti (2019)

Linyanti ist eine Ansiedlung und Kreisverwaltungssitz des gleichnamigen Wahlkreises in der Region Sambesi im Nordosten von Namibia, rund 70 Kilometer südlich der Regionalhauptstadt Katima Mulilo.
Linyanti besitzt einen Flugplatz und ist Sitz der Linyanti Royal Kutha.